# Matthias Biedermann
Matthias Biedermann (Dresde, 28 de enero de 1983) es un deportista alemán que compitió en skeleton. Ganó una medalla de bronce en el Campeonato Europeo de Skeleton de 2005.

## Palmarés internacional
| Campeonato Europeo | Campeonato Europeo   | Campeonato Europeo | Campeonato Europeo |
| Año                | Lugar                | Medalla            | Prueba             |
| ------------------ | -------------------- | ------------------ | ------------------ |
| 2005               | Altenberg (Alemania) | Medalla de bronce  | Individual         |